# Zhang Hua
Pour les articles homonymes, voir Zhang.
Dans ce nom, le nom de famille, Zhang, précède le nom personnel.
Zhang Hua (ch. trad. : 張華 ; ch. simp. : 张华 ; py : Zhāng Huà, 232 - 300) est un poète et homme d'état de la dynastie des Jin occidentaux (265 - 316). 
On lui attribue le Bowu zhi (De toutes choses), une encyclopédie.

## Biographie
Zhang Hua fit une carrière qui le conduisit de la garde de troupeaux de moutons à la direction de l'un des plus importants ministères, celui des Travaux publics. Il exerce diverses fonctions sous les empereurs Wu et Hui de la dynastie Jin. Sa nomination comme ministre des Travaux, couronnement de sa carrière, a lieu en 296. Mais, appartenant à la clique de l'impératrice Jia (en), il est exécuté lors de la rébellion de Sima Lun.
Son érudition était légendaire et l'on rapporte que lorsqu'il déménageait, il fallait trente voitures pour transporter sa bibliothèque.

## Œuvre
Le Bowu zhi, monumentale encyclopédie dont il ne reste que quelques passages, lui est attribué. L'ouvrage, conformément à son titre (De toutes choses), traitait de toutes sortes de sujets, en particulier de mythes et légendes. Il appartient au genre des zhiguai, recueils de faits étranges.
Son œuvre poétique, peu appréciée dans l'ensemble, est cependant remarquable pour ses poèmes courts et ses poèmes d'amour, genre qu'il est l'un des premiers lettrés à pratiquer.